# Minzy
Minzy, pseudonimo di Gong Min-ji (민지?, Gong Min-jiLR, Kong MinchiMR; Seul, 18 gennaio 1994), è una rapper e ballerina sudcoreana. Dal 2009 al 2016 è stata membro del gruppo musicale 2NE1.

## Biografia
Minzy è nata a Seul, in Corea del Sud il 18 gennaio 1994. È la nipote del ballerino Gong Ok-jin. Quando era giovane, si trasferì a Gwangju con la sua famiglia.
Ha partecipato a numerosi concorsi e gare di danza, vincendo vari premi. Su Internet fu caricato un video di lei a un concorso di danza a Gwangju, ed è diventato virale, e molte persone hanno elogiato la sua capacità nel ballare. Questo video è stato quindi caricato sulla home page della YG Entertainment, dopo di che l'amministratore delegato, Yang Hyun-suk, l'ha contattata e l'ha reclutata per entrare nell'agenzia.

## Carriera

### 2009-2016: debutto con le 2NE1

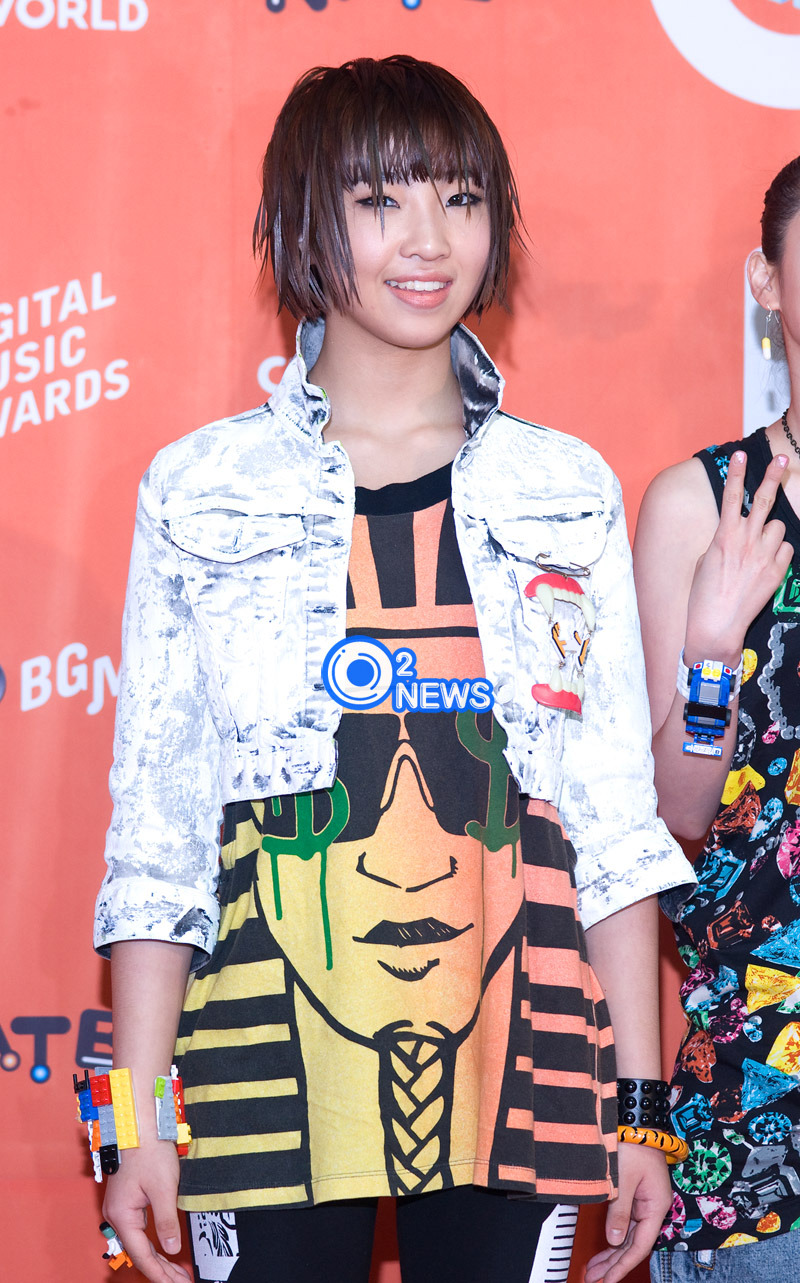
Minzy nel 2009

Nel 2009 debutta con le 2NE1, sotto la direzione della YG Entertainment, e si allenò per quattro anni. Il nome del gruppo fu inizialmente annunciato come "21"; tuttavia, a causa della scoperta di un cantante con lo stesso nome, il gruppo è stato rinominato "2NE1", con "NE" come abbreviazione di "Nuova evoluzione". Minzy è stata scelta come ballerina principale, al fianco di Park Bom, Park Sandara e CL. Il gruppo ha debuttato con il loro singolo Fire nel maggio 2009, con Minzy come membro più giovane a soli 15 anni. Il 20 novembre 2009, CL e Minzy pubblicano il singolo Please Don't Go.
Nell'ottobre 2015, mentre le 2NE1 erano in pausa, Minzy ha fondato il suo studio di danza chiamato “"Millennium Dance Academy" come progetto personale, non collegato alla YG Entertainment. Lo studio ha sede a Seul, in Corea del Sud.
Minzy ha ufficialmente lasciato il gruppo e l'agenzia del gruppo il 5 aprile 2016. Per questo motivo, non ha preso parte all'ultima canzone delle 2NE1, Goodbye, pubblicata il 21 gennaio 2017.

### 2016-presente: attività solista
Nel maggio 2016, dopo lo scioglimento delle 2NE1, Minzy ha firmato con la casa discografica Music Works. In seguito, è stato rivelato che Minzy si stesse preparando per il suo album da solista e che fosse interessata a provare diversi tipi di musica e non volendo limitarsi a un genere specifico. La Music Works ha dichiarato: "Ci stiamo concentrando sulla produzione di un primo album da solista che possa rappresentare tutto il talento e il potenziale di Minzy. Continueremo i preparativi senza essere inseguiti dal tempo".
Il 17 gennaio 2017, Minzy è stata confermata nel cast della seconda stagione di Sister's Slam Dunk insieme a Kim Sook, Kong Jin-kyung, Kang Ye-won, Han Chae-young, Hong Jin-young e Jeon So-mi. Lo show è stato trasmesso per la prima volta il 10 febbraio, dove Minzy è stata nominata per diventare la principale cantante, ballerina, insegnante di danza e coreografo per la seconda generazione di Unnies dal leggendario produttore e compositore Kim Hyung-suk (mentore della JYP), ed è stata votata come leader del gruppo nel terzo episodio. È anche qualificata per essere l'insegnante rap della squadra, ma a causa del suo pesante carico di lavoro, il ruolo è andato al nuovo arrivato di Los Angeles KillerGramz. Nell'episodio 12, è stata nominata la regista rap mentre Kim Hyung-suk non ha conoscenze rap e ha nominato Hong Jin-young come unico rapper del gruppo, con Jeon So-mi il paroliere rap per Right?. Sempre a febbraio, Minzy ha pubblicato il suo primo singolo da solista, I Wanted To Love, come colonna sonora del drama Yeokjeok - Baekseong-eul humchin dojeok.
Il 17 aprile pubblica il suo primo EP, dal titolo Minzy Work 01. "Uno", accompagnato dal singolo principale Ninano. L'EP ha debuttato alla seconda posizione della Billboard World Albums Chart, prima di scendere al nono posto nella seconda settimana. Il 28 settembre Minzy ha annunciato che sarebbe andata in tour in Nord America, ma il tour è stato rimandato e poi cancellato a causa del suo lavoro sulla nuova musica. Il 1º dicembre 2018, Minzy ha pubblicato il suo primo singolo solista in lingua inglese, All of You Say.
Il 17 aprile 2020, Minzy ha lasciato la Music Works. Il 24 maggio 2020, Minzy ha pubblicato il singolo Lovely, la sua prima uscita come artista indipendente. Nell'ottobre 2020, Minzy ha fondato la sua compagnia indipendente, la MZ Entertainment, sotto la quale avrebbe svolto tutte le sue future attività. Un mese dopo, Minzy firma con Viva Entertainment per le sue attività musicali nelle Filippine. Il 20 novembre 2020 ha pubblicato la versione in lingua tagalog del suo singolo Lovely.
Il 6 giugno 2021, la MZ Entertainment ha annunciato che Minzy sta pianificando un ritorno con un nuovo singolo a luglio. Il nuovo singolo, intitolato Teamo, è stato pubblicato l'11 luglio. Il 12 dicembre 2021, dopo quattro mesi, Minzy ha pubblicato un nuovo singolo, intitolato Fantabulous.

## Vita privata
Nell'agosto 2017, Minzy si è laureata magna cum laude alla Baekseok University presso il Dipartimento di Teologia.

## Discografia

### Da solista

#### EP
- 2017 – Minzy Work 01. "Uno"

#### Singoli
- 2009 – Please Don't Go (con CL)
- 2017 – Ninano (Minzy feat. Flowsik)
- 2018 – All of You Say
- 2020 – Lovely
- 2021 – Teamo
- 2021 – Fantabulous

#### Colonne sonore
- 2017 – I Wanted to Love (Yeokjeok - Baekseong-eul humchin dojeok OST)
- 2018 – Walking (Gumbeobnamnyeo OST)

### Con le 2NE1
- 2010 – To Anyone
- 2012 – Collection
- 2014 – Crush

## Filmografia

### Film
- Lovely Voice: The Beginning (2022)[25]

### Televisione
- Sister's Slam Dunk (2017)
- King of Mask Singer (2017)[26]
- South Korean Foreigners (2021)
- Wild Idol (2021)[27]
- The Origin – A, B, Or What? (2022)[28]
- 9low On Top (2022)[29]

### Web show
- Double Trouble (2021)[30]